# Saint-Martin-d'Auxigny
Pour les articles homonymes, voir Saint-Martin.
Ne doit pas être confondu avec Saint-Martin-d'Aubigny.
Saint-Martin-d'Auxigny est une commune française, située dans le département du Cher en région Centre-Val de Loire.

## Géographie
La commune est située à la confluence des régions naturelles de la Sologne, de la Champagne berrichonne et du Pays-Fort. L'habitat est dispersé parmi de petits vallons très encaissés.

### Climat
Pour des articles plus généraux, voir Climat du Centre-Val de Loire et Climat du Cher.
En 2010, le climat de la commune est de type climat océanique dégradé des plaines du Centre et du Nord, selon une étude du CNRS s'appuyant sur une série de données couvrant la période 1971-2000. En 2020, Météo-France publie une typologie des climats de la France métropolitaine dans laquelle la commune est exposée à un climat océanique altéré et est dans la région climatique  Centre et contreforts nord du Massif Central, caractérisée par un air sec en été et un bon ensoleillement. 
Pour la période 1971-2000, la température annuelle moyenne est de 11,3 °C, avec une amplitude thermique annuelle de 15,5 °C. Le cumul annuel moyen de précipitations est de 796 mm, avec 11,8 jours de précipitations en janvier et 7,3 jours en juillet. Pour la période 1991-2020, la température moyenne annuelle observée sur la station météorologique la plus proche, située sur la commune de Bourges à 13 km à vol d'oiseau, est de 12,1 °C et le cumul annuel moyen de précipitations est de 742,7 mm,. Pour l'avenir, les paramètres climatiques de la commune estimés pour 2050 selon différents scénarios d'émission de gaz à effet de serre sont consultables sur un site dédié publié par Météo-France en novembre 2022.

## Urbanisme

### Typologie
Au 1er janvier 2024, Saint-Martin-d'Auxigny est catégorisée commune rurale à habitat dispersé, selon la nouvelle grille communale de densité à 7 niveaux définie par l'Insee en 2022.
Elle est située hors unité urbaine. Par ailleurs la commune fait partie de l'aire d'attraction de Bourges, dont elle est une commune de la couronne,. Cette aire, qui regroupe 111 communes, est catégorisée dans les aires de 50 000 à moins de 200 000 habitants,.

### Occupation des sols
L'occupation des sols de la commune, telle qu'elle ressort de la base de données européenne d’occupation biophysique des sols Corine Land Cover (CLC), est marquée par l'importance des territoires agricoles (58,4 % en 2018), en diminution par rapport à 1990 (62,1 %). La répartition détaillée en 2018 est la suivante : 
cultures permanentes (32,9 %), forêts (29,1 %), zones agricoles hétérogènes (13,8 %), terres arables (8,7 %), zones urbanisées (7,9 %), prairies (3 %), milieux à végétation arbustive et/ou herbacée (2,9 %), eaux continentales (1,8 %).
L'évolution de l’occupation des sols de la commune et de ses infrastructures peut être observée sur les différentes représentations cartographiques du territoire : la carte de Cassini (XVIIIe siècle), la carte d'état-major (1820-1866) et les cartes ou photos aériennes de l'IGN pour la période actuelle (1950 à aujourd'hui).

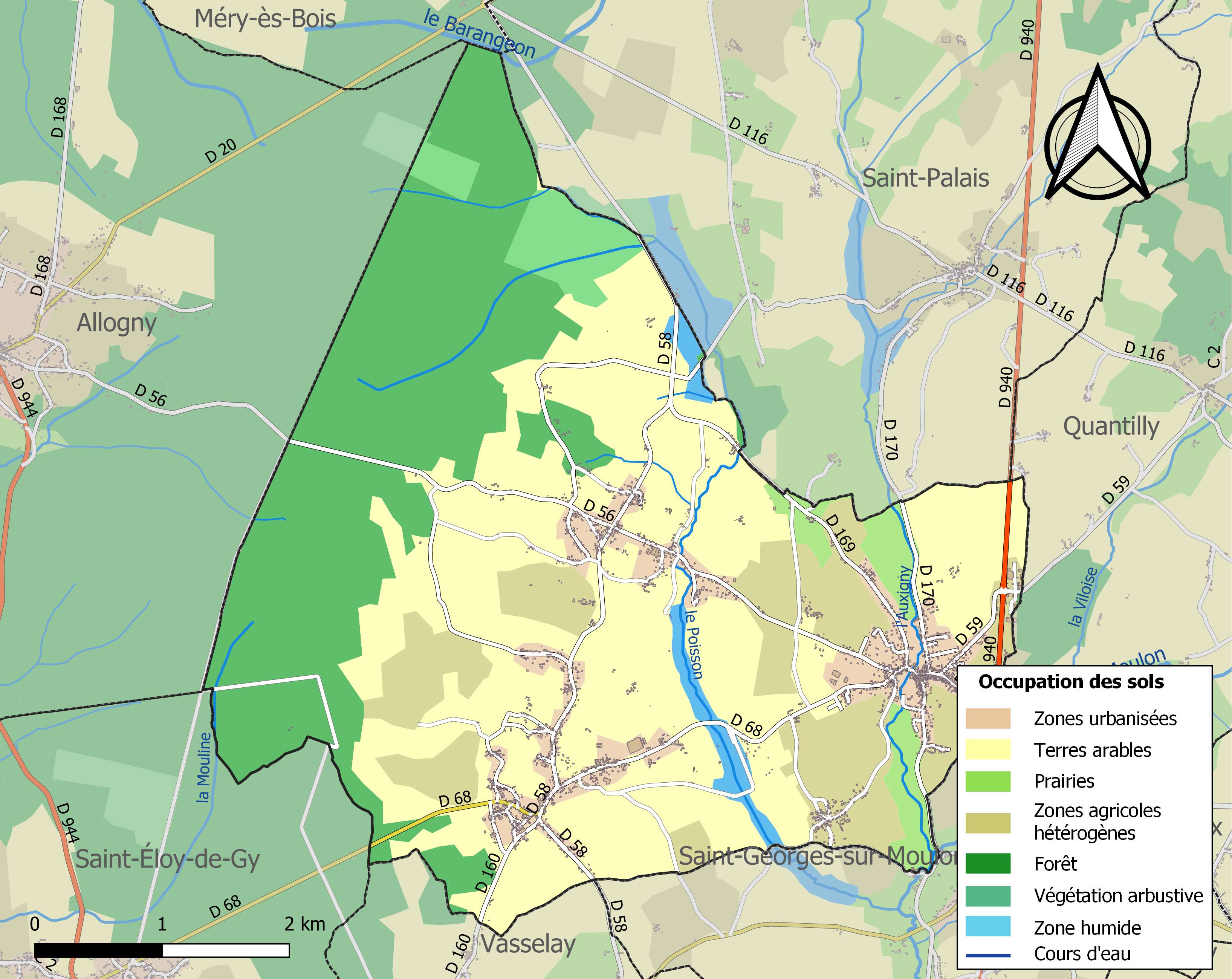
Carte des infrastructures et de l'occupation des sols de la commune en 2018 (CLC).

### Risques majeurs
Le territoire de la commune de Saint-Martin-d'Auxigny est vulnérable à différents aléas naturels : météorologiques (tempête, orage, neige, grand froid, canicule ou sécheresse), mouvements de terrains et séisme (sismicité faible). Il est également exposé à un risque technologique,  le transport de matières dangereuses. Un site publié par le BRGM permet d'évaluer simplement et rapidement les risques d'un bien localisé soit par son adresse soit par le numéro de sa parcelle.

#### Risques naturels

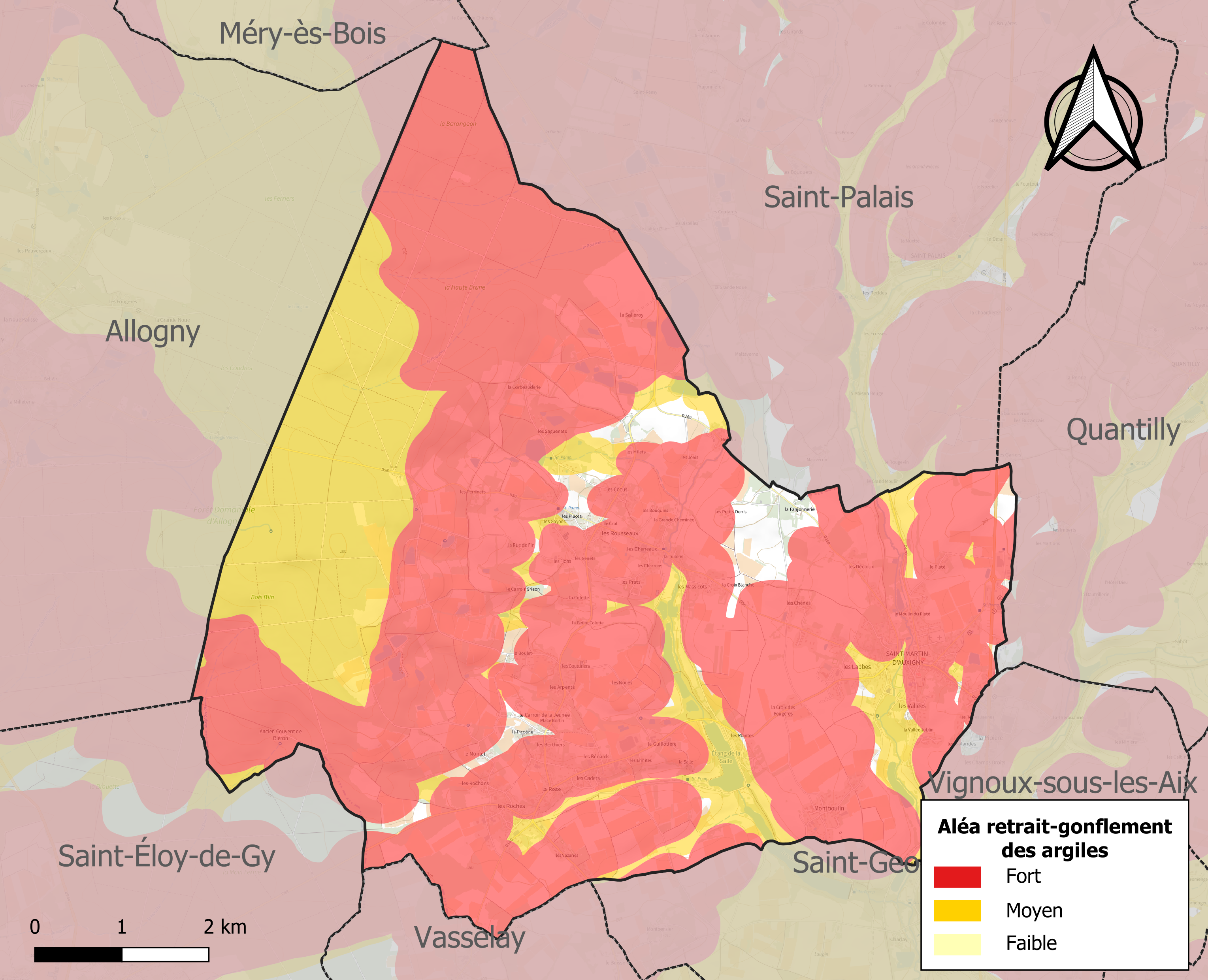
Carte des zones d'aléa retrait-gonflement des sols argileux de Saint-Martin-d'Auxigny.

La commune est vulnérable au risque de mouvements de terrains constitué principalement du retrait-gonflement des sols argileux. Cet aléa est susceptible d'engendrer des dommages importants aux bâtiments en cas d’alternance de périodes de sécheresse et de pluie. 95,7 % de la superficie communale est en aléa moyen ou fort (90 % au niveau départemental et 48,5 % au niveau national). Sur les 1 098 bâtiments dénombrés sur la commune en 2019, 1047 sont en aléa moyen ou fort, soit 95 %, à comparer aux 83 % au niveau départemental et 54 % au niveau national. Une cartographie de l'exposition du territoire national au retrait gonflement des sols argileux est disponible sur le site du BRGM,.
Concernant les mouvements de terrains, la commune a été reconnue en état de catastrophe naturelle au titre des dommages causés par la sécheresse en 2018 et 2019 et par des mouvements de terrain en 1999.

#### Risques technologiques
Le risque de transport de matières dangereuses sur la commune est lié à sa traversée par des infrastructures routières ou ferroviaires importantes ou la présence d'une canalisation de transport d'hydrocarbures. Un accident se produisant sur de telles infrastructures est en effet susceptible d’avoir des effets graves au bâti ou aux personnes jusqu’à 350 m, selon la nature du matériau transporté. Des dispositions d’urbanisme peuvent être préconisées en conséquence.

## Histoire
L'ancien Auxigniacum, Auxigny, aurait été – au IXe siècle, au moment des invasions normandes – l'une des stations où se serait arrêté le corps de saint Martin (d'où le toponyme : Sanctus Martinus de Axigniaco attesté en 1163).
Partie du domaine royal français, la localité vit, vers 1150, Louis VII construire le château de la Salle-le-Roi qui dominait le site de l'étang actuel. Renforcé par Philippe-Auguste et Louis XI, il devint une résidence de chasse pour les rois de France jusqu'à ce qu'il soit détruit en octobre 1589 pendant les guerres de religion.
Des archers écossais – venus pendant la guerre de Cent Ans au milieu du XVe siècle – aider le roi Charles VII à bouter les Anglais hors du Royaume, effectuèrent le « défrichement du secteur », qui était situé dans une région alors fortement boisée (d'où son nom « la Forêt »). En effet, en reconnaissance de son appui militaire décisif, Jacques Stuart – roi d'Écosse – et sa lignée reçurent la terre d'Aubigny-sur-Nère.

## Politique et administration

### Liste des maires
| Période | Période  | Identité         | Étiquette | Qualité                       |
| ------- | -------- | ---------------- | --------- | ----------------------------- |
| 1955    | 1971     | Louis Sochet     |           | arboriculteur                 |
| 1971    | 1980     | Édouard Clavier  |           | huissier                      |
| 1980    | 1983     | André Mabilat    |           | arboriculteur                 |
| 1983    | 2001     | Alain Besson     |           | professeur sciences physiques |
| 2001    | En cours | Fabrice Chollet, |           | Cadre de la fonction publique |

### Politique environnementale
Dans son palmarès 2016, le Conseil National des Villes et Villages Fleuris de France a attribué une fleur à la commune au Concours des villes et villages fleuris.

## Démographie
L'évolution du nombre d'habitants est connue à travers les recensements de la population effectués dans la commune depuis 1793. Pour les communes de moins de 10 000 habitants, une enquête de recensement portant sur toute la population est réalisée tous les cinq ans, les populations de référence des années intermédiaires étant quant à elles estimées par interpolation ou extrapolation. Pour la commune, le premier recensement exhaustif entrant dans le cadre du nouveau dispositif a été réalisé en 2007.

En 2022, la commune comptait 2 525 habitants, en évolution de +6,59 % par rapport à 2016 (Cher : −2,48 %, France hors Mayotte : +2,11 %).
| 1793  | 1800  | 1806  | 1821  | 1831  | 1836  | 1841  | 1846  | 1851  |
| ----- | ----- | ----- | ----- | ----- | ----- | ----- | ----- | ----- |
| 1 735 | 1 678 | 1 937 | 1 937 | 2 161 | 2 207 | 2 318 | 2 322 | 2 591 |

| 1856  | 1861  | 1866  | 1872  | 1876  | 1881  | 1886  | 1891  | 1896  |
| ----- | ----- | ----- | ----- | ----- | ----- | ----- | ----- | ----- |
| 2 639 | 2 717 | 2 968 | 2 744 | 2 586 | 2 502 | 2 592 | 2 564 | 2 584 |

| 1901  | 1906  | 1911  | 1921  | 1926  | 1931  | 1936  | 1946  | 1954  |
| ----- | ----- | ----- | ----- | ----- | ----- | ----- | ----- | ----- |
| 2 513 | 2 366 | 2 212 | 1 853 | 1 852 | 1 675 | 1 604 | 1 647 | 1 504 |

| 1962  | 1968  | 1975  | 1982  | 1990  | 1999  | 2006  | 2007  | 2012  |
| ----- | ----- | ----- | ----- | ----- | ----- | ----- | ----- | ----- |
| 1 625 | 1 659 | 1 635 | 1 705 | 1 909 | 2 018 | 2 076 | 2 084 | 2 280 |

| 2017  | 2022  | - | - | - | - | - | - | - |
| ----- | ----- | - | - | - | - | - | - | - |
| 2 397 | 2 525 | - | - | - | - | - | - | - |

La moitié des Martinois réside en centre-bourg ; le reste de la population est inégalement réparti entre les hameaux de la Rose et des Rousseaux mais aussi d'autres hameaux de taille plus modeste : Montboulin, les Arpents, les Cocus, les Chéneaux, les Chênes, les Décloux, les Roches...

## Culture locale et patrimoine

### Lieux et monuments
- L'église Saint-Martin, reconstruite au milieu du XIXe, ancien porche non conservé.
- Le site de l'étang de la Salle-le-Roy avec ruine de la chapelle du château.
- Le prieuré de Bléron : ce petit établissement monastique a accueilli une communauté de frères chartreux au Moyen Âge. Deux bâtiments subsistent et sont inscrits à l’inventaire des monuments historiques.
- La pierre à la femme, menhir de l'époque mégalithique (sur Saint Georges sur Moulon)

### Personnalités liées à la commune
- Valentin Peaudecerf (1835-1915), préfet de l'Indre et sénateur du Cher, y est mort.
- Marie Charles Justin Tournier (1841-1912); général de division, y est mort.
- Coucou Bébé 75018, styliste.

### Héraldique
|  | Les armes de la commune se blasonnent ainsi : D’azur aux trois truites d’or, au chef du même chargé de trois roses de gueules boutonnées aussi d’or. |